# Peltiereffect

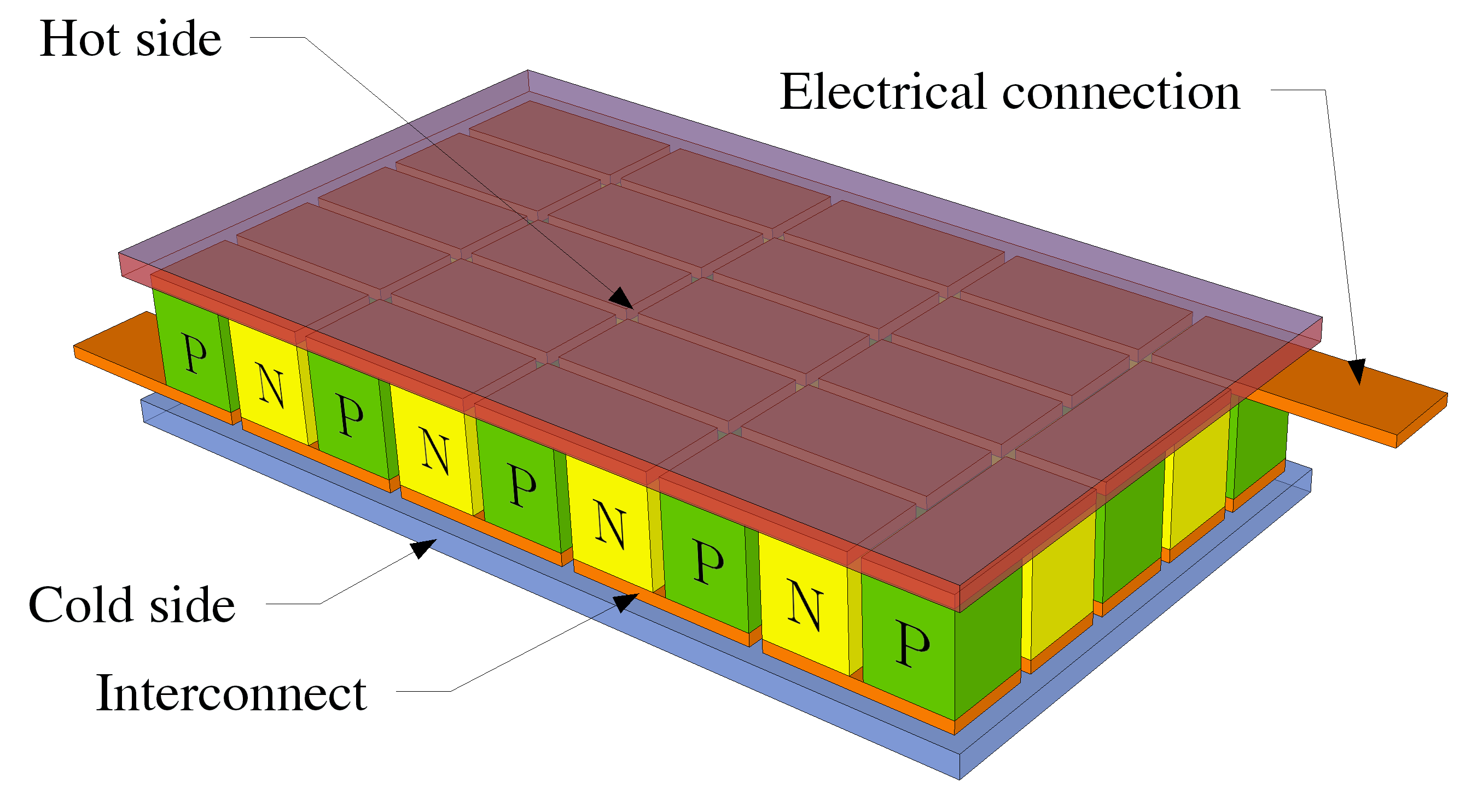
Principe van een peltierkoeler

Het peltiereffect is de directe omzetting van een elektrische stroom in een temperatuurverschil dat optreedt op het grensvlak tussen twee verschillende metalen of halfgeleiders. Het peltiereffect is het omgekeerde van het seebeckeffect, waarmee de omzetting van een temperatuurverschil naar een elektrische spanning wordt beschreven. In feite berusten deze twee processen op hetzelfde principe, alleen verlopen zij in omgekeerde richting. Daarom worden zij tezamen ook wel het peltier-seebeckeffect of thermo-elektrisch effect genoemd.
Het peltiereffect werd ontdekt in 1834 en is genoemd naar zijn ontdekker Jean Peltier. Het wordt toegepast in het zogenaamde peltierelement in allerlei producten zoals koelboxen.